# Dieter Pavlik

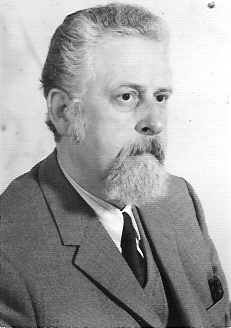
Dieter Pavlik, Mai 1990

Dieter Pavlik (* 24. September 1935 in Berlin; † 11. Februar 2000 ebenda) war ein deutscher Politiker.

## Leben
Der parteilose Lehrer trat Anfang Januar 1990 in die SDP ein. Bei der Wahl zur Stadtverordnetenversammlung von Ost-Berlin am 6. Mai 1990 errang er ein Mandat für die SPD. In der folgenden rot-schwarzen Koalition wurde Pavlik am 30. Mai 1990 zum Stadtrat für Bildung gewählt.
Auf Grund der sich abzeichnenden Wiedervereinigung auch der beiden Stadthälften Berlins war die Amtsperiode des ersten frei gewählten Magistrats von Ost-Berlin (Magistrat Schwierzina) sehr kurz. Sie endete nach der ersten gemeinsamen Wahl in Ost- und West-Berlin zu einem gemeinsamen Abgeordnetenhaus (2. Dezember 1990) mit der Vereidigung eines Gesamtberliner Senats Ende Januar 1991.
Bei den Wahlen zum ersten Gesamtberliner Parlament am 2. Dezember 1990 errang Dieter Pavlik in Berlin-Pankow das Direktmandat mit den meisten Erststimmen aller 36 SPD-Direktmandate in Berlin und blieb bis Anfang 1996 Abgeordneter. Er wurde Vorsitzender des Schulausschusses im Parlament.
Nach seinem Ausscheiden aus dem Parlament war Pavlik seit 1996 als Lehrer für Politische Weltkunde am Abendgymnasium Prenzlauer Berg tätig. Dorthin war er bereits 1992 nach dem Ende seiner Amtszeit als Stadtrat mit einer Teilstelle zurückgekehrt. Aus gesundheitlichen Gründen ging Pavlik Ende 1998 in den Ruhestand. Wegen politischer Meinungsverschiedenheiten mit seinem Kreisverband trat Dieter Pavlik im Herbst 1999 aus der SPD aus.